# Corycaeus
Corycaeus är ett släkte av kräftdjur som beskrevs av James Dwight Dana 1846. Corycaeus ingår i familjen Corycaeidae.

## Bildgalleri

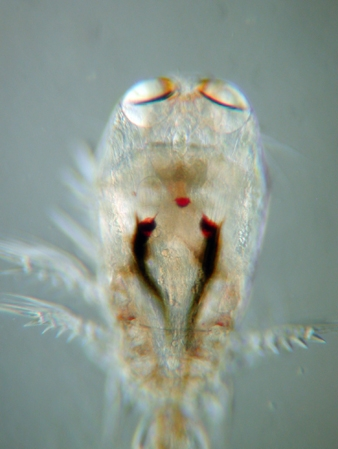

## Dottertaxa tillCorycaeus, i alfabetisk ordning[1][2]
- Corycaeus affinis
- Corycaeus agilis
- Corycaeus amazonicus
- Corycaeus andrewsi
- Corycaeus anglicus
- Corycaeus asiaticus
- Corycaeus catus
- Corycaeus clausi
- Corycaeus concinnus
- Corycaeus crassiusculus
- Corycaeus dahli
- Corycaeus danae
- Corycaeus dubius
- Corycaeus elongatus
- Corycaeus flaccus
- Corycaeus furcifer
- Corycaeus giesbrechti
- Corycaeus latus
- Corycaeus lautus
- Corycaeus limbatus
- Corycaeus longistylis
- Corycaeus lubbocki
- Corycaeus minimus
- Corycaeus obtusus
- Corycaeus ovalis
- Corycaeus pacificus
- Corycaeus pumilus
- Corycaeus robustus
- Corycaeus speciosus
- Corycaeus subulatus
- Corycaeus typicus
- Corycaeus venustus
- Corycaeus vitreus